# Napravi mi dete
Napravi mi dete je bila štiričlanska slovenska glasbena skupina iz Ljubljane, ki je ustvarjala elektronsko glasbo. Sestavljali so jo Kukla Kesherović (pravo ime Katarina Rešek), ki je veljala tudi za idejno vodjo skupine, ter Etian Nedić, Jelena Rusjan in Neja Tomšič. Ta glasbeni projekt so kasneje pretvorili v projekt КУКЛА.
Slovenski raper N'toko je v svojem blogu zapisal, da so »originalni, čudaški in igrivi«. V videospotih in na koncertih se večkrat pojavi napis "Vsak dan je rojstni dan".
Leta 2016 je Kukla gostovala na pesmi »Anakonda« hip hop skupine Matter, ki je izšla na albumu Amphibios.

## Člani
- Katarina Rešek - Kukla

## Diskografija
Singli
- "Mitraljez" (2014)
- "Palma" (2015)
- "Zvezdana" (2015)
- "Napoleon" (2016)